# هری دونپورت (هنرپیشه)

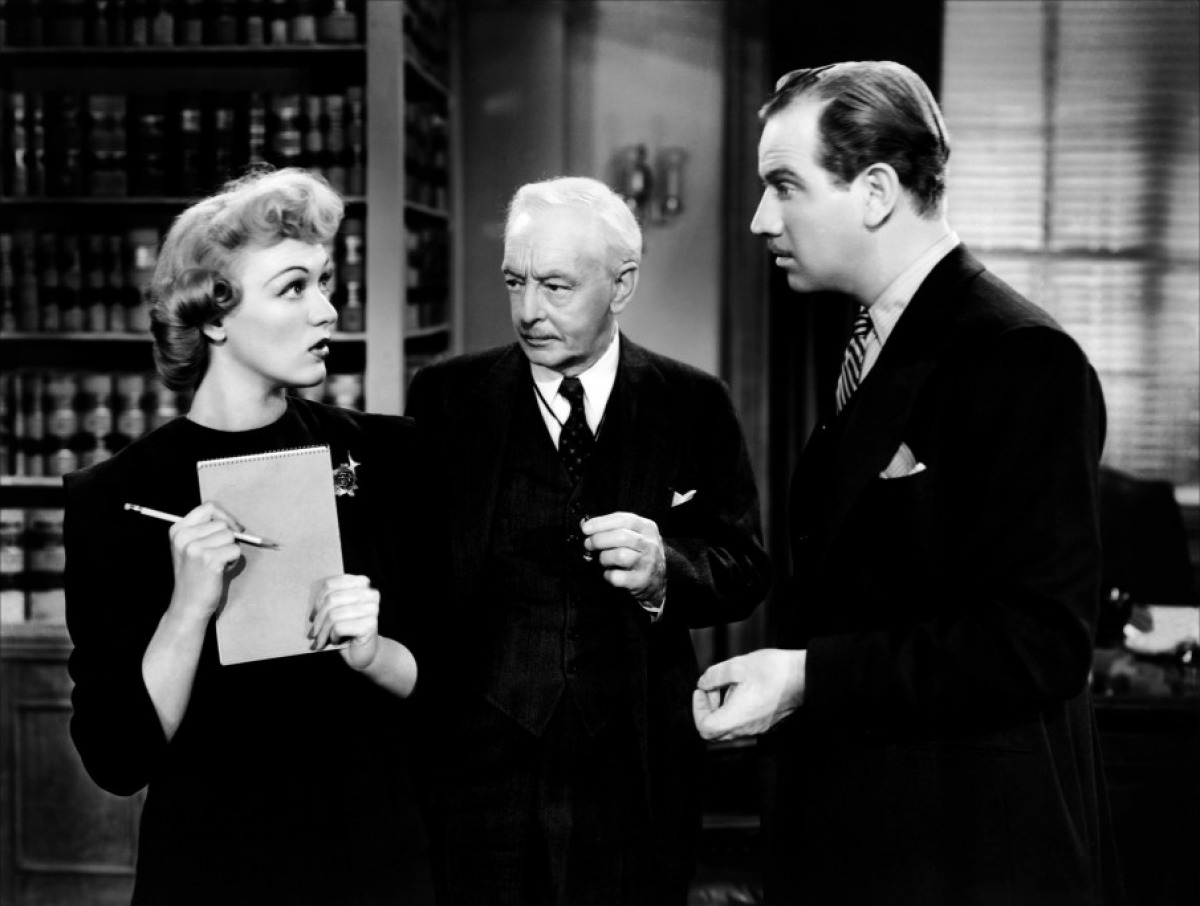

هری دونپورت (انگلیسی: Harry Davenport; زاده ۱۹ ژانویهٔ ۱۸۶۶ – درگذشته ۹ اوت ۱۹۴۹) یک هنرپیشه، و کارگردان اهل ایالات متحده آمریکا بود.

## گزیده فیلمشناسی
از فیلم‌ها یا برنامه‌های تلویزیونی که وی در آن نقش داشته‌است می‌توان به آثار زیر اشاره کرد.
- نمی‌توانی این را با خودت ببری (۱۹۳۸)
- بر باد رفته (۱۹۳۹)
- مرا در سن لویی ملاقات کن (۱۹۴۴)
- همه اینها به اضافه بهشت (۱۹۴۰)
- ماجرا (۱۹۴۵)
- خبرنگار خارجی (۱۹۴۰)
- یک پا در بهشت (۱۹۴۱)
- طلا جایی است که شما آن را پیدا می‌کنید (۱۹۳۸)
- بانوی اول (فیلم) (۱۹۳۷)
- شجاعت لسی (۱۹۴۶)
- پرنسس اوروک (۱۹۴۳)
- داستان‌های منهتن (۱۹۴۲)
- جک لندن (فیلم) (۱۹۴۳)
- دختر کشاورز (فیلم ۱۹۴۷) (۱۹۴۶)
- ردیف پادشاهان (۱۹۴۲)
- زندگی امیل زولا (۱۹۳۷)
- خواهران (فیلم ۱۹۳۸) (۱۹۳۸)
- ۷ دسامبر (فیلم) (۱۹۴۳)
- یک پا در بهشت ()
- حادثه آکس‌بو (۱۹۴۳)
- زنان کوچک (فیلم ۱۹۴۹) (۱۹۴۹)
- سوارکاری در اوج (۱۹۵۰)
- خوارز (فیلم) (۱۹۳۹)
- گوژپشت نتردام (فیلم ۱۹۳۹) (۱۹۳۹)
- دختر حکومتی (۱۹۴۴)
- ملاقات با جان دو (۱۹۴۱)
- بانوی اول (فیلم) (۱۹۳۷)
- ولز فارگو (فیلم) (۱۹۳۷)